# Liste des telenovelas de Venevisión

Logo de Venevisión.

Cet article présente la liste des telenovelas de Venevisión par année de 1960 à 2019.

## Années 1960

### 1960
- La cruz del diablo
- El Velo Pintado

### 1965
- Madres solteras
- Yo, el Gobernador

### 1966
- Dulce María

### 1967
- La señorita Elena
- La muñeca brava
- Lucecita
- Doña Bárbara
- La rival

### 1968
- El reportero
- La Gata
- La virgen de Barlovento
- Rosario

### 1969
- Abandonada
- Pablo y Alicia
- Soledad

## Années 1970

### 1970
- Esmeralda
- Lisa, mi amor
- María Mercé la chinita

### 1971
- Cruz de papel
- Escandalo
- Testimonio de una Esposa

### 1972
- María Teresa
- Me llamo Julian te quiero
- Lucecita

### 1973
- La loba
- La mujer prohibida
- Peregrina

### 1974
- Isla de brujas
- La otra
- Una muchacha llamada Milagros

### 1975
- La señorita Elena
- Mamá
- Mi hermana gemela

### 1976
- Balumba
- Cumbres Borrascosas
- Mariana de la noche

### 1977
- Expediente de un amor
- Laura y Virginia
- Rafaela
- La Zulianita

### 1978
- Ana Maria
- Indocumentada
- María del Mar
- Daniela

### 1979
- Emilia
- Rosángela

## Années 1980

### 1980
- Buenos días, Isabel
- El despertar
- Mi mejor amiga

### 1981
- Andreína
- María Fernanda
- Soledad
- Querida Alicia
- Ligia Sandoval
- Dos Mujeres

### 1982
- Sorángel
- El retorno de Ana Rosa
- La bruja
- La heredera
- Ligia Elena
- Lo que el amor no perdona
- Querida mamá

### 1983
- Frente a la vida
- Nacho
- Virginia
- Eternamente tuya
- La otra mujer o mi rival
- Tres destinos
- Siempre hay un mañana

### 1984
- El Retrato de un canalla
- Julia
- Virgen de Media Noche
- Diana Carolina

### 1985
- Las amazonas
- Cantaré para ti
- Rosa Maria, el ángel del barrio

### 1986
- El sol sale para todos
- Esa muchacha de ojos café
- Los Donatti
- Enamorada
- Su otro amor

### 1987
- Inmensamente tuya
- Mi nombre es amor
- ...Y la luna también
- Sueño contigo

### 1988
- Amor de abril
- Alba Marina
- Niña bonita

### 1989
- Fabiola
- La revancha
- La sombra de Piera
- Maribel
- Paraíso
- María María

## Années 1990

### 1990
- Adorable Mónica
- Pasionaria
- Inés Duarte, secretaria
- Emperatriz

### 1991
- Bellísima
- La mujer prohibida
- Mundo de fieras
- La traidora

### 1992
- Cara Sucia
- Macarena
- Piel
- Por amarte tanto
- La loba herida
- Divina obsecion
- Las dos Dianas

### 1993
- Amor de papel
- Rosangélica
- Morena Clara
- Sirena

### 1994
- Maria Celeste
- Peligrosa
- Como tú ninguna
- Pedacito de cielo

### 1995
- Dulce enemiga
- Ka Ina
- Pecado de amor

### 1996
- El perdón de los pecados
- Quirpa de tres mujeres
- Sol de tentación

### 1997
- A todo Corazón
- Amor mío
- Contra viento y marea
- Destino de mujer
- Entre tú y yo
- Todo por tu amor

### 1998
- Así es la vida
- El país de las mujeres
- Enseñame a querer
- La mujer de mi vida
- Samantha

### 1999
- Calypso
- Cuando hay pasión
- Enamorada
- Mujercitas
- Toda mujer

## Années 2000

### 2000
- Lejana como el viento
- Hechizo de amor
- La revancha
- María Rosa, búscame una esposa
- Amantes de luna llena
- Muñeca de trapo
- Vidas prestadas

### 2001
- Cazando a un millonario
- Más que amor, frenesí
- Felina
- Guerra de mujeres
- Secreto de amor
- Latin Lover

### 2002
- Las González
- Mambo y Canela
- Gata salvaje
- Todo sobre Camila

### 2003
- Engañada
- La mujer de Lorenzo
- Rebeca
- Cosita rica
- Bésame tonto
- Ángel rebelde

### 2004
- Amor del bueno
- Sabor a ti

### 2005
- Nunca te diré adiós
- El amor las vuelve locas
- Soñar no cuesta nada
- Se solicita príncipe azul'
- Con toda el Alma

### 2006
- Olvidarte jamás
- Los querendones
- Mi vida eres tú
- Ciudad bendita
- Voltea pa' que te enamores

### 2007
- Acorralada
- Aunque mal paguen
- Arroz con leche
- Trópico
- Amor comprado

### 2008
- Valeria
- Tourbillon de passions
- ¿Vieja yo?
- Pobre millonaria
- La vida entera

### 2009
- Alma indomable
- Los misterios del amor
- Pecadora
- Un esposo para Estela
- Tomasa Tequiero

## Années 2010

### 2010
- Salvador de mujeres
- Harina de otro costal
- La mujer perfecta
- Eva Luna

### 2011
- La viuda joven
- Natalia del mar
- El árbol de Gabriel
- Sacrificio de mujer

### 2012
- Corazón apasionado
- Válgame Dios
- Mi ex me tiene ganas
- El talismán

### 2013
- De todas maneras Rosa
- Rosario
- Los secretos de Lucía

### 2014
- Corazón esmeralda
- Cosita linda
- Demente criminal

### 2015
- Amor secreto
- Voltea pa' que te enamores
- Ruta 35

### 2016
- Entre tu amor y mi amor

### 2017
- Para verte mejor

### 2019
- Carolay

### Sources
- (es) Cet article est partiellement ou en totalité issu de l’article de Wikipédia en espagnol intitulé « Anexo:Producciones de Venevisión » (voir la liste des auteurs).